# 王立薬剤師会
王立薬剤師会（おうりつやくざいしかい、英語: Royal Pharmaceutical Society、RPharmS、RPS）とはイングランドとスコットランドとウェールズの薬局関係者への指導や支援を行う職能団体である。1841年4月15日にグレートブリテン王立薬剤師会が設立されたが、2010年9月に分割の形で全国薬剤師協議会 (GPhC)と共に設立。これにより薬剤師の統括と規則を分離することができた。
イギリスにおいて、薬剤師がRPS会員になるのは必須ではないが、ほとんどの薬剤師は会員になる利点があるため加入している（一方でGPhCは規制団体のため、全ての薬局は加盟義務がある）。

## 会員
現在会員は5つのカテゴリに分かれている:
- メンバー(Member) - 正会員であり、現在GPhCに登録しているか関係なくイギリスで薬剤師登録していれば誰でもなれる。
- フェロー(Fellow) -  フェローシップは薬学の進歩や科学、研究、職業、歴史の特異性に関して優れたオリジナルの貢献するためにRPSで12年以上会員になっている薬剤師によるフェロー委員団によって付与される。
- アソシエイト(Associate) - 準会員の資格は2種類あり、イギリス以外の国で登録しているか学位はあれど正式にイギリスで登録していない場合で、事前登録研修中かGPhCの登録が必要であるために薬学の研究分野で働けないといった理由による。
- 学生(Student) -  学生会員は団体が認定している教育機関（イギリス国外含む）で薬学学位を得るために勉強している学生を対象にしている。
- 薬学者(Pharmaceutical Scientist) - 薬学者会員は薬学に関する学位（もしくは同等のもの）を得ていて薬学の認定された分野で2年以上働いた場合に資格がある。

## 出版
2つの出版部門がある:
- ファーマシューティカル・プレス（英語版）は英国国民医薬品集（BNF）、British National Formulary for Children、Martindale: The Complete Drug Referenceといった薬局や薬学の幅広い題材を扱った教科書を発行している。
- PJパブリケーションズは週間の専門誌「The Pharmaceutical Journal」と月刊の「Clinical Pharmacist」を発行している。

## 王立薬剤師会博物館
1842年に事務所を構えるランベスで開館した博物館があり、現在も運営している。イギリスの薬局や薬学に関する歴史を網羅した展示を行っている。
- 伝統的な調合装置
- 医薬品保存容器
- 17世紀18世紀頃の状態の良い「ランベスデルフト陶器」
- 18世紀から現在までの専売（商品名）薬
- 銅製の乳鉢（英語版）
- 医学に関する風刺画
- アーカイブ写真

2002年よりRPSは歴史的もしくは現代的かつ独自性のある医学のコレクションの発展に専念している。
RPSの受付がある博物館1階は通常の勤務時間に開館しているが、それ以外への訪問は予約が必要。1983年、グレートブリテン王立薬剤師会はキューガーデンに生薬や植物標本のシートやスライドを含む10,000点以上の医学標本を寄付した。現在これらの医学標本はキューにあるエコノミック・ボタニー・コレクション(EBC)に所蔵されている。この博物館はロンドン・ミュージアムズ・オブ・ヘルス・アンド・メディスンの一員である。